# Vạt quần

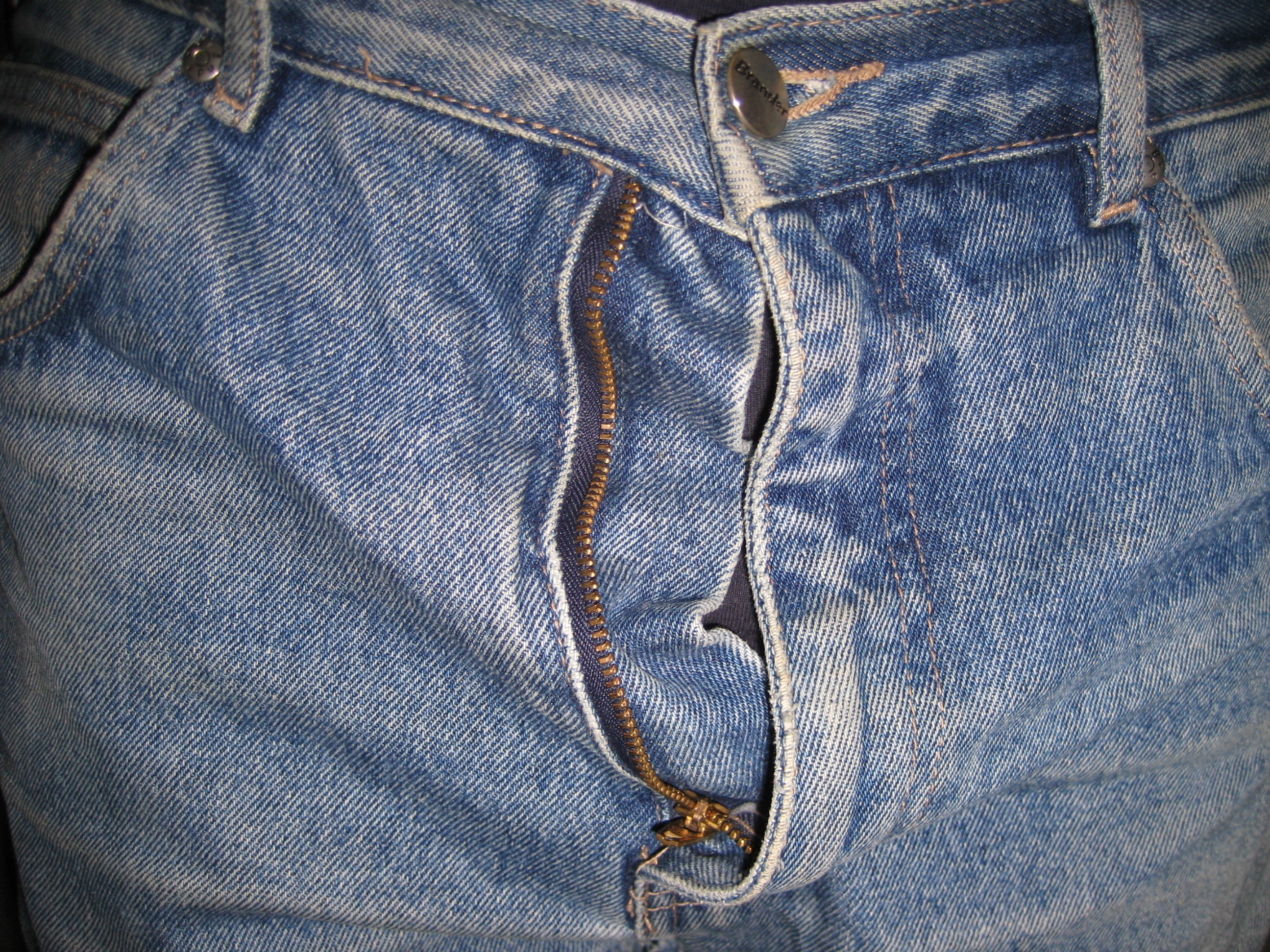
Vạt quần chưa cài

Vạt quần là phần vải may chồng lên chỗ cài khuy hay dây kéo ở phía trước đũng quần, nhất là quần đàn ông. Quần có vạt giúp người đàn ông không phải tụt tháo quần khi tiểu tiện. Quần tây thường may vạt quần trong khi những loại quần may dây thung hay dải rút thì không, như quần ta, quần ngủ.

## Lịch sử
Quần thời xưa không dùng vạt. Khi cần làm vệ sinh thì phải tụt quần xuống. Thời trang Âu châu khoảng thế kỷ 16 trở đi thì cách may quần gồm hai ống riêng. Phần giữa nối hai ống và che hạ bộ thì là một mảnh vải đính thêm chạy quành từ lưng ra bụng. Phía trước bụng thì cắt hai đường song song để mở phía dưới bụng ra, khi cần thì tháo khuy buông xuống (tiếng Anh: fall-front hay broad fall). Sau một thời gian lại biến đổi đặt ra một vạt mở dọc (split fall). Kiểu này dần phổ biến hơn cả. Ngày nay vạt quần thường cài bằng dây kéo, phía trên cùng gần rốn thì đính một cái khuy.